# Friedrich Adolph Dreyer
Friedrich Adolph Dreyer (* 25. Mai 1780 in Bremen; † 21. Mai 1850 in Bremen) war ein deutscher Maler und Lithograf, Kunsthändler und -sammler.

## Biografie

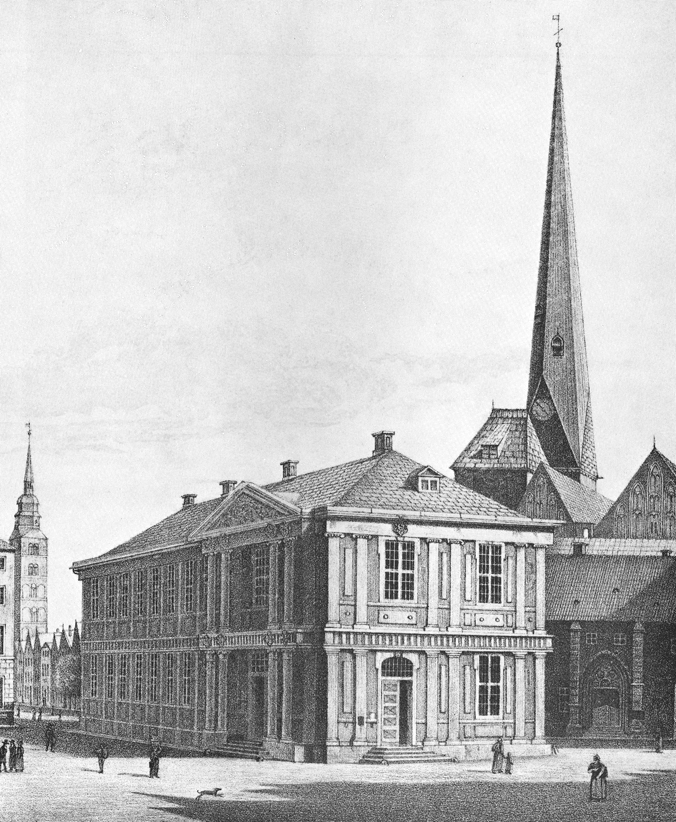
Die Alte Börse in Bremen. Lithografie von Friedrich Adolph Dreyer, 1822

Dreyer war der Sohn von Senator Dr. Gustav Wilhelm Dreyer (1749–1800) und Schwager des Malers Johann Heinrich Menken. Er wurde künstlerisch ausgebildet in Dresden, Wien und Rom. 1805 heiratete er und wurde Zeichenlehrer am Pädagogium in Bremen.
Seine Anfänge als Künstler waren bescheiden. Ab 1811 gab er Stadtpläne heraus. Er stellte Gemälde, Radierungen und Lithografien her. 
1817 initiierte er einen Aufruf von 65 bremischen Kunstfreunden, seine zwischen 1817 und 1823 der Öffentlichkeit zugänglich gemachte Gemäldesammlung nach dem Vorbild der Frankfurter Städel-Stiftung dauerhaft zu etablieren. Die Galerie Dreyers gilt daher als richtungweisend für den 1823 offiziell gegründeten Bremer Kunstverein. 1821 konnte Dreyer zusammen mit dem italienischen Kunsthändler Giacomo Comolli die 1819 eingerichtete Lithographenanstalt von Betty Gleim (1781–1827) übernehmen, die er ab 1824 allein führte. Dort gab er auch seine Radierungen nach Zeichnungen von Johann Heinrich Menken und andere größere Blätter heraus. Er verkaufte in der Obernstraße Nr. 11 und dann in der Katharinenstraße Nr. 13 neben Bildern auch Seide Tapeten und Porzellan. 1843 wurde Dreyer vom Senat zum Kunstsachverständigen berufen. Seine (wenigen erhaltenen) Ölgemälde und seine Graphiken verwahren die Bremer Kunsthalle und das Focke-Museum. 
Dreyers Sohn J. Daniel war lange Jahre Konservator an der Kunsthalle. Eine Tochter heiratete den Uhrmachermeister und ersten Bremer Fotografen Peter Heinrich August Wolff. Nach Dreyers Tod wurde die Druckerei von seiner Familie weitergeführt und dann von H. Laue übernommen. Sie bestand bis etwa 1923, zuletzt in der Bredenstraße Nr. 1.